# Kościół San Pantalon
Kościół San Pantalon (nazwa w języku weneckim; wł. chiesa di San Pantaleone Martire, pol. kościół św. Pantaleona) – rzymskokatolicki kościół w Wenecji w dzielnicy (sestiere) Dorsoduro, dedykowany św. Pantaleonowi. Administracyjnie należy do Patriarchatu Wenecji. Jest kościołem parafialnym w parafii San Pantaleone Martire.
Z wystroju jego wnętrza wyróżnia się barokowy sklepiony sufit z obrazem olejnym Męczeństwo i chwała św. Pantaleona pędzla Giovanniego Antonia Fumianiego, będącym prawdopodobnie największym tego typu malowidłem na świecie (443 m² powierzchni).

## Historia

### Pierwotny kościół
W starożytnych dokumentach znajdują się niepewne, a czasem sprzeczne wiadomości, jeśli chodzi o datę i sposób zbudowania kościoła św. Pantaleona; Według tradycji kościół ten został założony w IX wieku. Według innych źródeł został zbudowany w 1009 roku za panowania doży Ottona Orseola przez rodzinę Giordani na istniejącym wcześniej budynku sakralnym; jeszcze inne datują budowę kościoła na 1025 rok, kiedy współzawodniczyły ze sobą rody Signola i Dandolo. Kościół został dedykowany świętym Pantaleonowi i Julianie. W późniejszym okresie stał się znany jako San Pantalon (w języku weneckim). Data erygowania parafii przy kościele jest również niepewna; według niektórych źródeł mogło to mieć miejsce w 1222 roku, kiedy przebudowano budynek i powierzono Angelowi Semitecolo zarząd parafii. Kościół XIII-wieczny był wówczas trzynawową bazyliką, której fasada wychodziła na kanał Rio de San Pantalon. W 1305 roku kościół został odnowiony i ponownie konsekrowany Mapa Jacopa de’ Barbari z 1500 roku (podobnie jak mapa Matthäusa Meriana z 1635 roku) przedstawia jego fasadę wychodzącą na Rio de San Pantalon. Później dodano wejście od strony placu (campo) San Pantalon.

### Obecny kościół
Kiedy kościół został przebudowany w latach 1668–1686 przez Francesca Comina, jego orientacja została obrócona o 90 stopni, tak że niedokończona jeszcze, ceglana fasada wychodziła na campo San Pantalon. Comino projektując fasadę przypuszczalnie inspirował się fasadami kościołów Redentore i San Lazzaro dei Mendicanti. Kościół został przebudowany 1704 roku, a w 1745 roku konsekrowany przez patriarchę Wenecji, Alvise Foscari.
Na mocy dekretu napoleońskiego Królestwa Włoch z 5 czerwca 1805 roku (oraz kolejnych dekretów) zainicjowano w Wenecji proces kasat i przekształceń kościołów i klasztorów oraz zmian granic parafii. Liczba weneckich parafii została zmniejszona z ponad 70 do 30. Kościół św. Pantaleona utrzymał status kościoła parafialnego, choć granice jego parafii zostały znacznie zmniejszone poprzez włączenie ich części do nowo erygowanych parafii przy kościołach: Santa Maria Gloriosa dei Frari, Santa Maria dei Carmini i San Nicola da Tolentino. Od 1807 roku parafią kieruje proboszcz mianowany przez patriarchę. Parafia wchodzi w skład dekanatu San Polo–Santa Croce. Jest najmniejszą spośród weneckich parafii.

## Architektura

### Fasada i portal
XVII-wieczna fasada z cegły pozostaje niedokończona, z wyjątkiem obramowań portalu i dwojga drzwi bocznych. Zwieńczenie fasady jest dwuspadowe. Przez całą jej szerokość biegną niskie schody. Nagą płaszczyznę fasady ożywia w górnej części półokrągłe okno.

### Kampanila
Kampanila została zbudowana w 1009 roku wraz z pierwszym kościołem i przebudowana w 1225 roku. Na widoku Wenecji autorstwa Jacopa de’ Barbari widoczna jest jako ceglana konstrukcja przepruta triforiami z balustradami z kamienia istryjskiego. Na komorą dzwonną wznosił się ośmioboczny bęben, zwieńczony stożkową kopułą. Kampanila ta została zburzona w 1511 roku w wyniku poważnych uszkodzeń, jakich doznała podczas trzęsienia ziemi. Obecna kampanila wznosi się na prawo od kościoła, pochylając się z jednej strony do ściany nawy, a z drugiej – do zakrystii. Została zbudowana w latach 1704–1732 według projektu przypisywanego Giovanniemu Antoniowi Scalfarotto. Zbudowana jest z cegieł i ma 46 metrów wysokości. Dwukondygnacyjną konstrukcję ożywiają pilastry. Kondygnacje są wykończone w górnej części wystającym gzymsem z kamienia istryjskiego. Nad komorą dzwonną, przeprutą pojedynczą, łukowatą serlianą wznosi się wysoki, okrągły bęben, zwieńczony wydłużoną kopułą. Kampanila ma system dzwonów uruchamianych ręcznie.

## Wnętrze

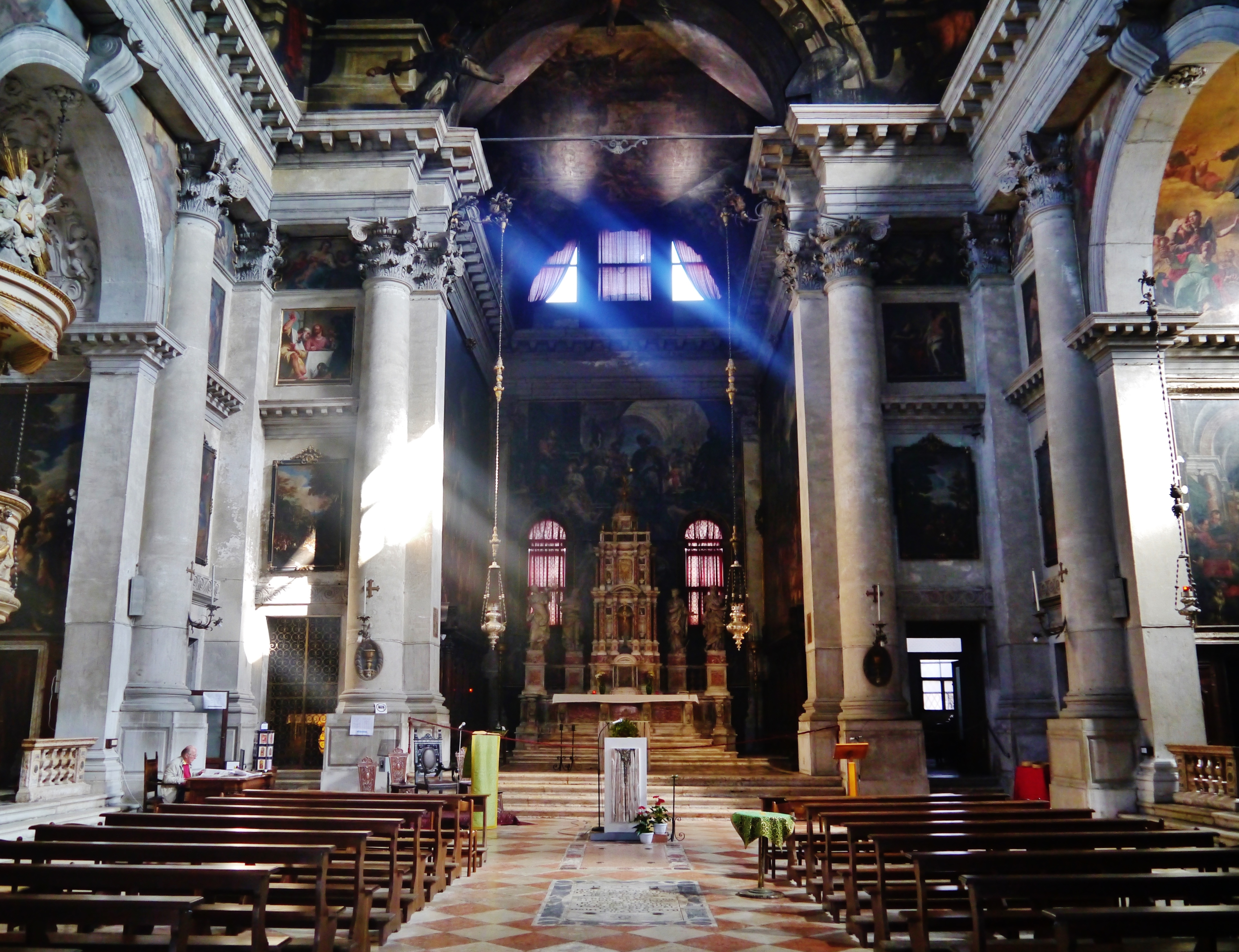
Wnętrze z widokiem na ołtarz główny

Wnętrze kościoła stanowi jedna obszerna i wysoka nawa. Po jej obu stronach znajdują się trzy głębokie kaplice.

### Prezbiterium
W prezbiterium, podniesionym w stosunku do nawy o kilka stopni, znajduje się wolno stojący ołtarz główny, zbudowany w 1671 roku przez Giuseppe Sardiego, z charakterystycznym dla niego bogactwem i różnorodnością motywów dekoracyjnych, takich jak: kolumny z kapitelami, zwisy, lustra, belkowanie i polichromowane marmury. Na ołtarzu stoją cztery marmurowe posągi świętych: Piotra, Pawła, Juliana i Jana Ewangelisty (wszystkie z 1600 roku) dłuta T. Ruera. Na tylnej ścianie i na sklepieniu znajduje się płótno Triumf Eucharystii Giovanniego Antonia Fumianiego, na prawej ścianie – Sadzawka Owcza, przypisywany Guy Charonowi, a na lewej – Rozmnożenie chleba i ryb, pędzla Antonia Molinariego z końca XVII wieku.

### Kaplice po lewej stronie prezbiterium

#### Cappella del Sacro Chiodo
Wejście po lewej stronie ołtarza głównego prowadzi do dwóch kaplic. Pierwszą z nich jest Capella del Sacro Chiodo (kaplica Świętego Gwoździa, dawniej kaplica Wszystkich Świętych), którą zdobi wielkowymiarowy panel Antonia Vivariniego Koronacja Najświętszej Maryi Panny (wiszący dawniej na lewo od ołtarza głównego), będący prawdopodobnie owocem współpracy z Giovannim d'Alemagną. Na lewej ścianie widnieje tryptyk, którego centralną część stanowi obraz Madonna z Dzieciątkiem (lub Madonna z makiem). Po jego lewej stronie znajdują się obrazy: Zwiastowanie i Boże Narodzenie, a po prawej: Ofiarowanie Jezusa w świątyni oraz Zaśnięcie Najświętszej Maryi Panny, wszystkie z autorstwa Paola Veneziana (z około 1333 roku) lub kogoś z jego kręgu. Ołtarz, zbudowany w latach 1427–1458, jest bogaty w ornamenty i posążki w częściach bocznych i na szczycie. Antepedium zdobi XVI-wieczna płaskorzeźba Chrystus złożony do grobu, przypisywana M. Cedriniemu. W ołtarzu znajduje się relikwia Świętego Gwoździa (1590). Nad drzwiami wejściowymi wisi płótno Pejzaż Luki Carlevarijsa, nad nim – Wieczerza w Emaus Vincenza Guarany, a powyżej – Miłość Alessandra Longhiego.

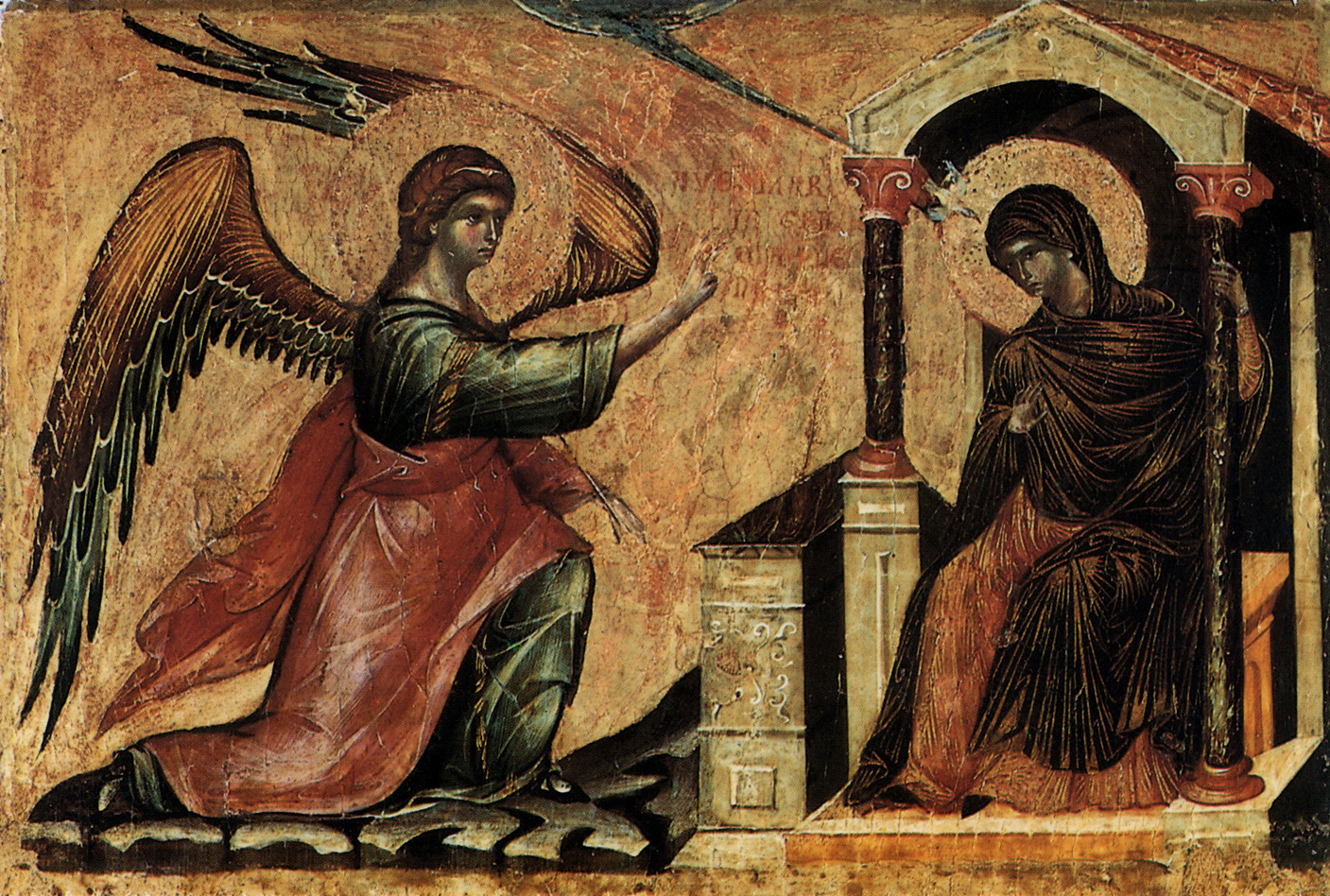
Zwiastowanie
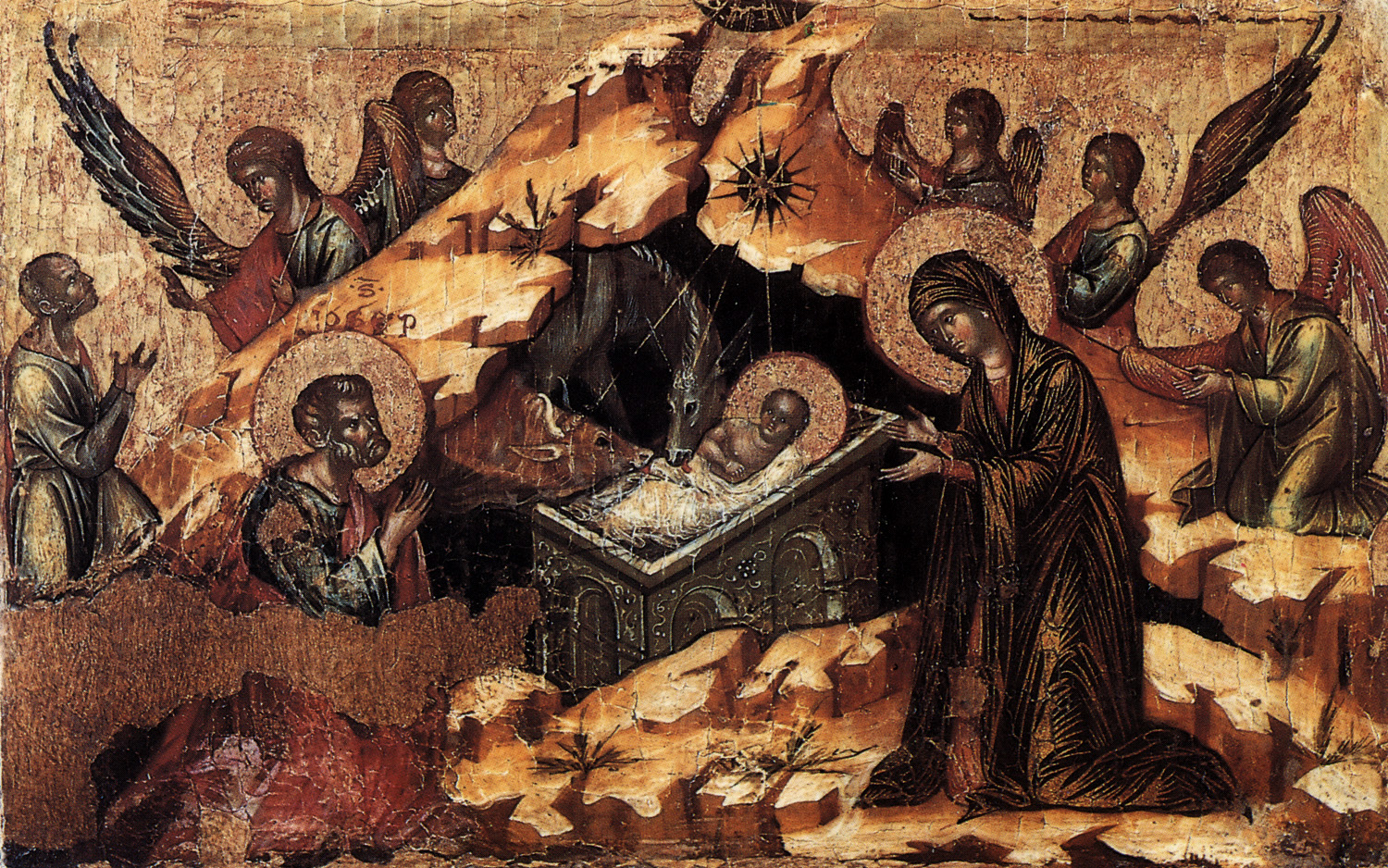
Boże Narodzenie
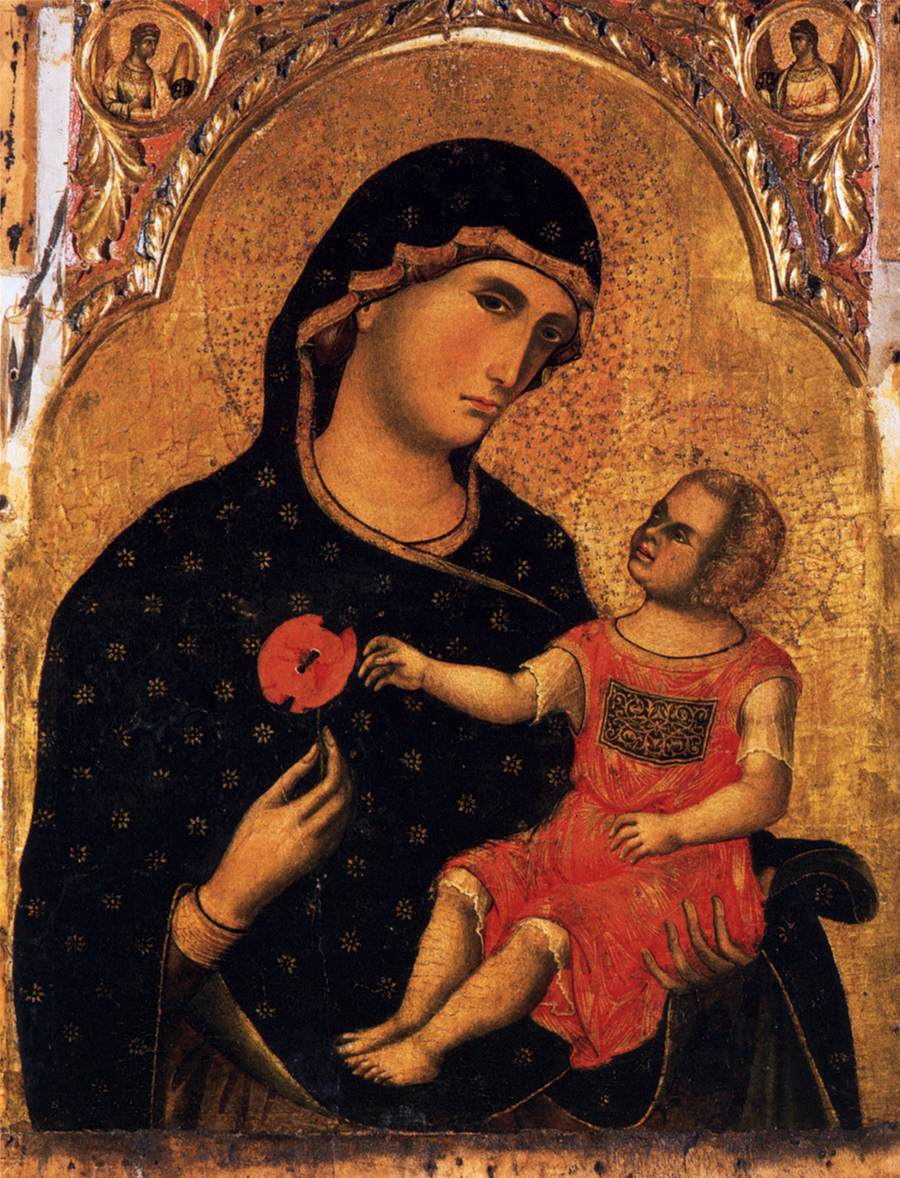
Madonna z makiem
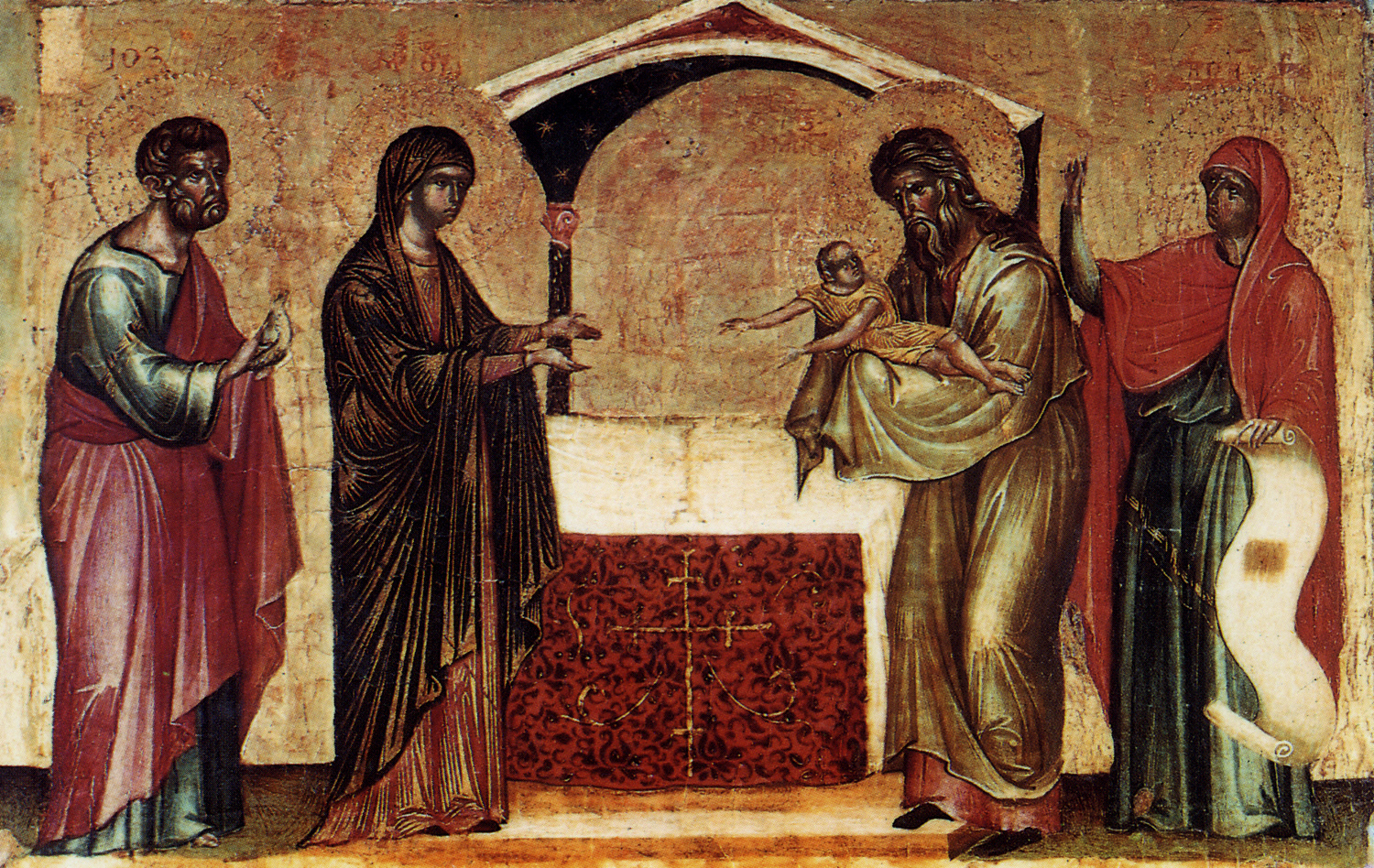
Ofiarowanie Jezusa w świątyni
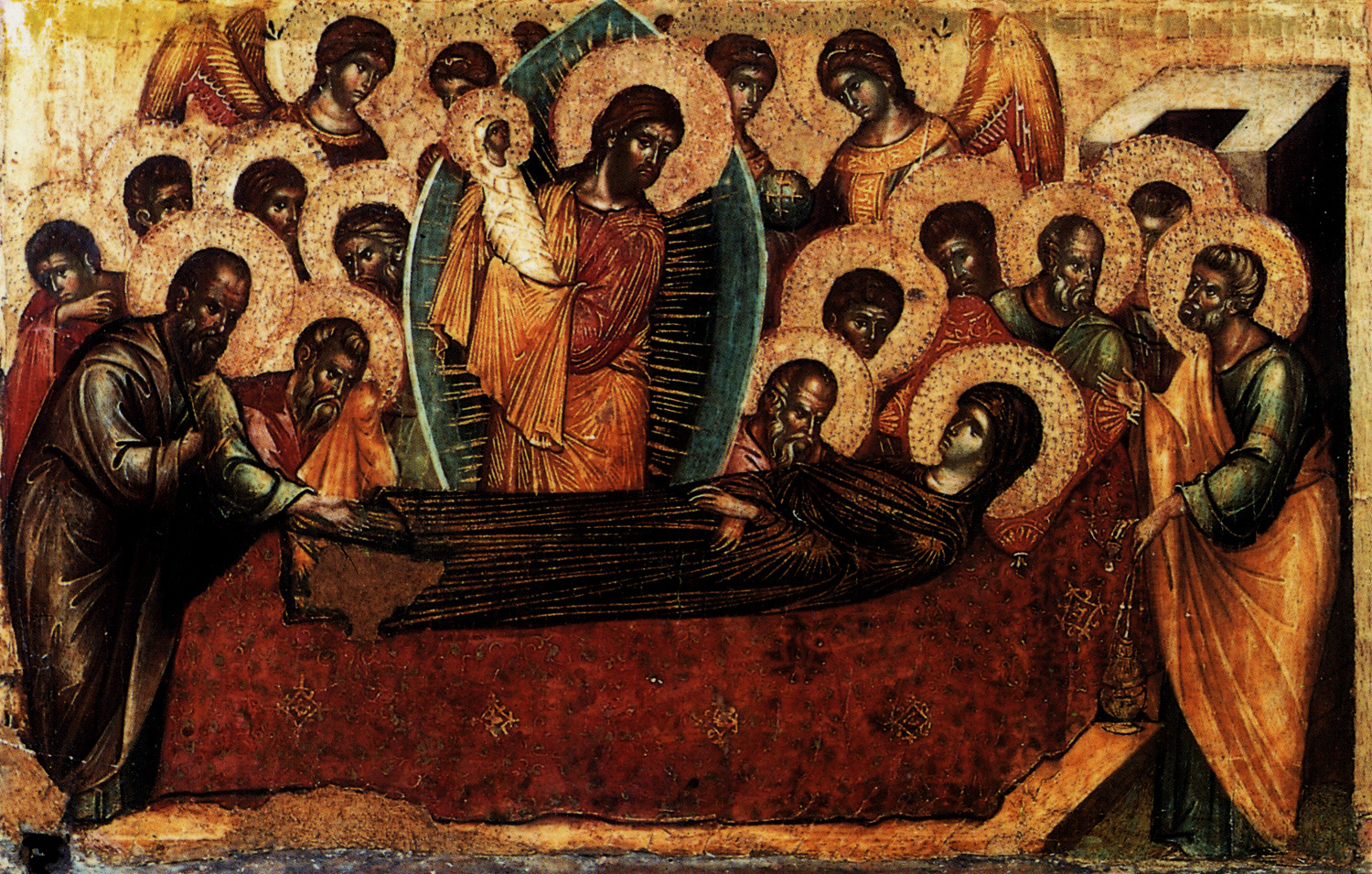
Zaśnięcie Najświętszej Maryi Panny

#### Capella della Santa Casa di Loretta
Drugą z kaplic jest Capella della Santa Casa di Loretta. (kaplica Świętego Domku z Loreto) zwana też Oratorio Della Madonna Di Loreto (Oratorium Matki Bożej Loretańskiej). W jej niewielkim, mrocznym, ceglanym wnętrzu znajdują się fragmenty fresku pędzla Pietra Longhiego z około 1745 roku. W 1744 roku ówczesny kapłan zbudował w kościele wierną kopię Świętego Domku z Loreto. W niszy w ścianie bocznej stoi XIV-wieczna alabastrowa statuetka Madonna z puttem.

### Zakrystia
Nad drzwiami wejściowymi wiszą trzy obrazy: Nadzieja P. Manfrediego (u góry), Chrystus i św. Maria Magdalena Vincenza Guarany (pośrodku) oraz Pejzaż Luki Carlevarijsa (poniżej). Ołtarz zdobi płótno Chrystus złożony do grobu Alessandra Varotari. Na ścianie wisi dwoje drzwi z dawnych organów z wyobrażeniami świętych (dzieło szkoły weneckiej z początku XVI wieku) oraz obraz Rebeka przy studni (XVII-XVIII wiek) Elisabetty Lazzarini.

### Nawa
Sklepiony sufit jest całkowicie pokryty 40 panelami na płótnie, połączonymi i zamontowanymi na płycie i tworzącymi gigantyczną scenerię zatytułowaną Męczeństwo i chwała św. Pantaleona. Kompozycja jest dziełem Giovanniego Antonia Fumianiego, (malarza, specjalizującego się w scenografiach teatralnych), który pracował nad nią przez ponad dwadzieścia lat (1680–1704). Arcydzieło zajmuje powierzchnię 443 metrów kwadratowych i jest prawdopodobnie największym tego typu dziełem na świecie.

#### Prawa strona nawy

##### Cappella di San Bernardino
Pierwszą kaplicą (licząc od prezbiterium) jest kaplica św. Bernardyna (Cappella di San Bernardino, dawniej Cappella della Scuola Piccola dei Laneri). W jej ołtarzu znajduje się płótno Św. Bernardyn otrzymuje chrystogram z końca XVI wieku, przypisywany szkole Paola Veronese, w tym Luigiemu Benfatto. Na prawej ścianie wisi płótno z 1701 roku Św. Bernardyn zakłada szpital w Sienie pędzla Giovanniego Battisty Lambranziego, natomiast na lewej – Św. Bernardyn zakłada szpital w Sienie z końca XVI wieku, również przypisywany szkole Paola Veronese. Na pendentywach zewnętrznych widnieją freski Alessandra Longhiego z 1780 roku, przedstawiające apostołów Tadeusza i Mateusza. Na ścianie zewnętrznej wiszą obrazy Samarytanka przy studni Giovanniego Segali (na dole) oraz Wiara P. Manfrediego (powyżej).

##### Cappella di San Pantaleone
Drugą w kolejności jest kaplica św. Pantaleona (Cappella di San Pantaleone). Na jej kopule widnieje XVII wieczny fresk Św. Pantaleon w chwale Giovanniego Antonia Fumianiego, a w owalach powyżej – wizerunki proroków pędzla tego samego artysty. W obrazie ołtarzowym znajduje się płótno Św. Pantaleon uzdrawiający dziecko z 1587 roku pędzla Paola Veronese. Na lewej ścianie wiszą obrazy: Św. Pantaleon uzdrawiający paralityka Palmy młodszego z 1599 roku oraz Św. Pantaleon leczący chorych (1702) Antonia Lazzariniego, zaś na prawej – Ścięcie św. Pantaleona pędzla Palmy młodszego z 1599 roku oraz Św. Pantaleon odwiedzający św. Julianę w więzieniu Giovanniego Antonia Fumianiego. Na pendentywach zewnętrznych widnieją XVIII-wieczne freski przedstawiające apostołów Mateusza i Szymona pędzla Giovanniego Facciolego.

##### Cappella di Sant’Anna
Trzecią po prawej stronie jest kaplica św. Anny (Cappella di Sant’Anna). Jej sklepienie zdobi XVII-wieczny fresk Chrystus w chwale z Dziewicą Maryją, św. Józefem i świętymi, przypisywany Giovanniemu Antoniowi Fumianiemu. Na ołtarzu znajduje się XVIII-wieczna marmurowa grupa rzeźbiarska Św. Anna (w środku), Św Joachim i Św Józef (po bokach), przypisywana Giovanniemu Bonazzy lub jednemu z jego synów. Na ścianie wiszą marmurowe płaskorzeźby: Narodziny Dziewicy Maryi i Ofiarowanie Maryi w świątyni również przypisywane Giovanniemu Bonazzy lub jednemu z jego synów. Na pendentywach zewnętrznych widnieją freski z 1779 roku, przedstawiające apostołów Filipa i Bartłomieja, pędzla Jacopa Guarany.

#### Lewa strona nawy
Na ścianie zewnętrznej wiszą płótna: Chrystus przekazujący klucze św. Piotrowi F. Pittoniego, Roztropność Alessandra Longhiego, Anioł ukazujący się św. Piotrowi Giovanniego Facciolego (na dole) Chrystus uzdrawiający opętanego Angela Trevisaniego (pośrodku) oraz Uzdrowienie ślepca G. Segala i Miłosierdzie (lub Pomoc chorym) Alessandra Longhiego (na górze).

##### Cappella della Santissima Trinità
Pierwszą kaplicą (licząc od prezbiterium) jest kaplica Trójcy Przenajświętszej (Cappella della Santissima Trinità). W jej ołtarzu znajduje się obraz Trójca Przenajświętsza i święci: Jan Chrzciciel, Piotr, Antoni i Anioł Stróż Gregoria Lazzariniego z 1723 roku. Na sklepieniu widnieją trzy XVII-wieczne obrazy, oprawione w bogate stiuki: Ścięcie św. Jana Chrzciciela, Św. Jan Chrzciciel przed Herodem i Św. Jan Chrzciciel i anioł, przypisywane Giovanniemu Antoniowi Fumianiemu. Na ścianie wiszą również płótna tego artysty: Chrzest Chrystusa oraz Kazanie św. Jana Chrzciciela. Pendentywy zewnętrzne zdobią freski Pietra Longhiego wyobrażające apostołów Piotra i Andrzeja.

##### Ambona
Ambonę zaprojektował P. Chezia, rekonstruktor dawnego teatru San Luca (obecnie imienia Carla Goldoniego).
Między pierwszą a drugą kaplicą znajduje się popiersie marmurowe Zbawiciel z początku XVI wieku dłuta Cristofora Solariego.

##### Cappella dell’Addolorata
Drugą kaplicą jest kaplica Matki Boskiej Bolesnej (Cappella dell’Addolorata). Jej sklepienie zdobi, oprawiony w bogatą dekorację sztukatorską, okrągły obraz Ojciec Przedwieczny w chwale Paola Veronese z końca XVI wieku. W barokowym ołtarzu, bogato zdobionym białym i czarnym marmurem, znajduje się XVII-wieczny obraz Zdjęcie z krzyża pędzla naśladowcy Giovanniego Antonia Fumianiego. Na prawej ścianie wisi, oprawiony w bogatą dekorację sztukatorską owalny XVII-wieczny obraz Przygotowanie do ukrzyżowania Giovanniego Antonia Fumianiego, a na lewej – Chrystus z Judaszem pędzla tego samego artysty. Na pendentywach zewnętrznych widnieją freski przedstawiające apostołów Jakuba Starszego i Jakuba Młodszego pędzla Vincenza Guarany z 1780 roku.

##### Cappella dell’Immacolata
Trzecią kaplicą jest kaplica Niepokalanego Poczęcia (Cappella dell’Addolorata). W jej ołtarzu znajduje się obraz Niepokalanie Poczęta, Archanioł Michał i św. Antoni Padewski Nicolò Bambini z 1710 roku. Na sklepieniu widnieje, wprawiony w bogatą dekorację sztukatorską, okrągły XVII-wieczny obraz Ojciec Przedwieczny i inne święte postacie Giovanniego Antonia Fumianiego. Na pendentywach zewnętrznych znajdują się freski przedstawiające apostołów Tomasza i Jakuba pędzla A. Toniolego.

##### Chrzcielnica
W oprawie utworzonej przez dwie kolumny z greckiego marmuru znajduje się marmurowa płaskorzeźba Chrzest Chrystusa i ścięcie św. Jana Chrzciciela, dzieło anonimowego artysty z końca XIV wieku.

### Ściana wewnętrzna fasady
Nad ścianie wewnętrznej fasady znajdują się organy, zbudowane przez Callida i pozłocone przez P. Chezię. Dekorację ściany stanowią płótna: Roztropność Alessandra Longhiego, Św. Maria Magdalena obmywająca stopy Chrystusowi G. Lazzariniego i Wskrzeszenie Łazarza Antonia Balestry.

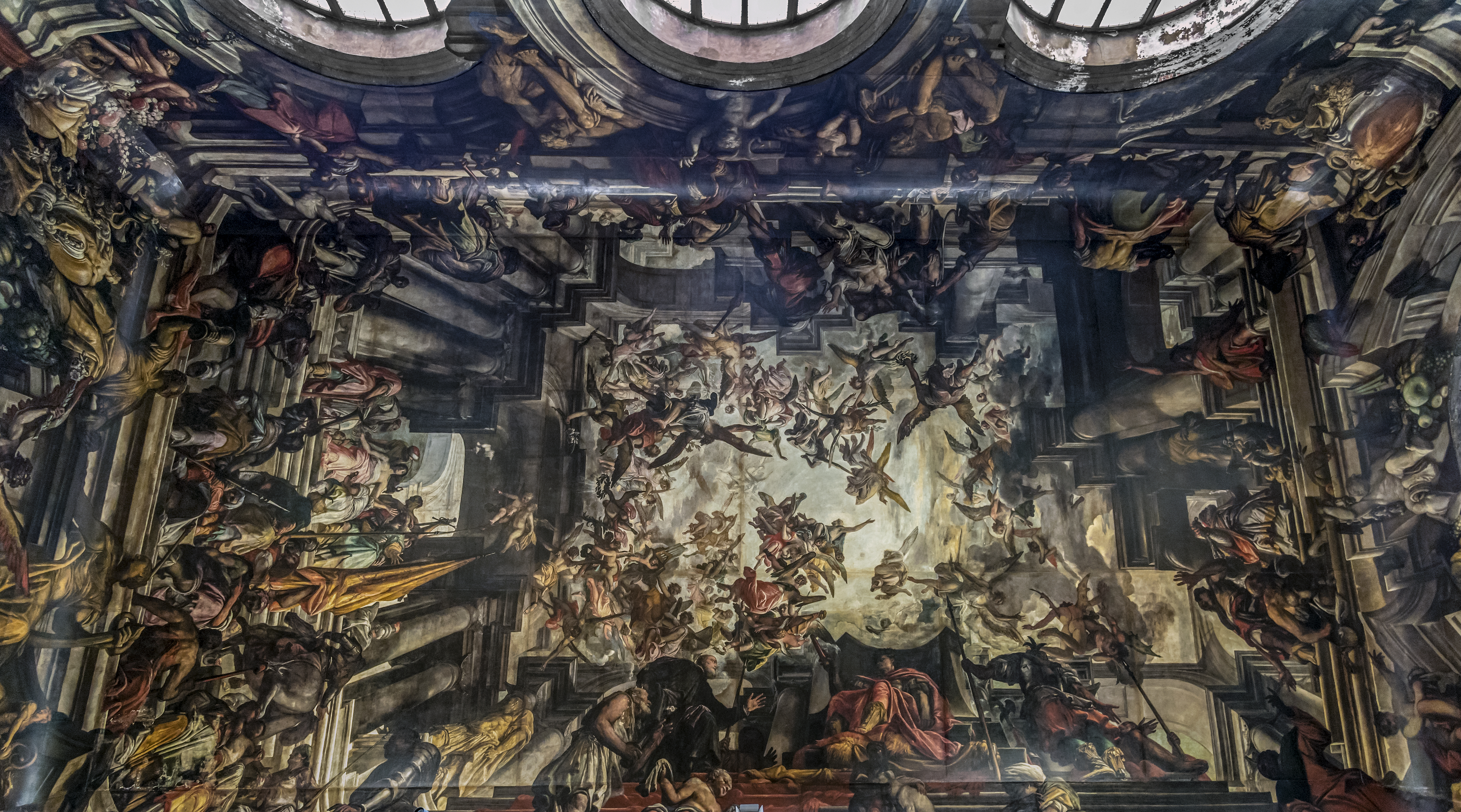
Giovanni Antonio Fumiani, Męczeństwo i chwała św. Pantaleona
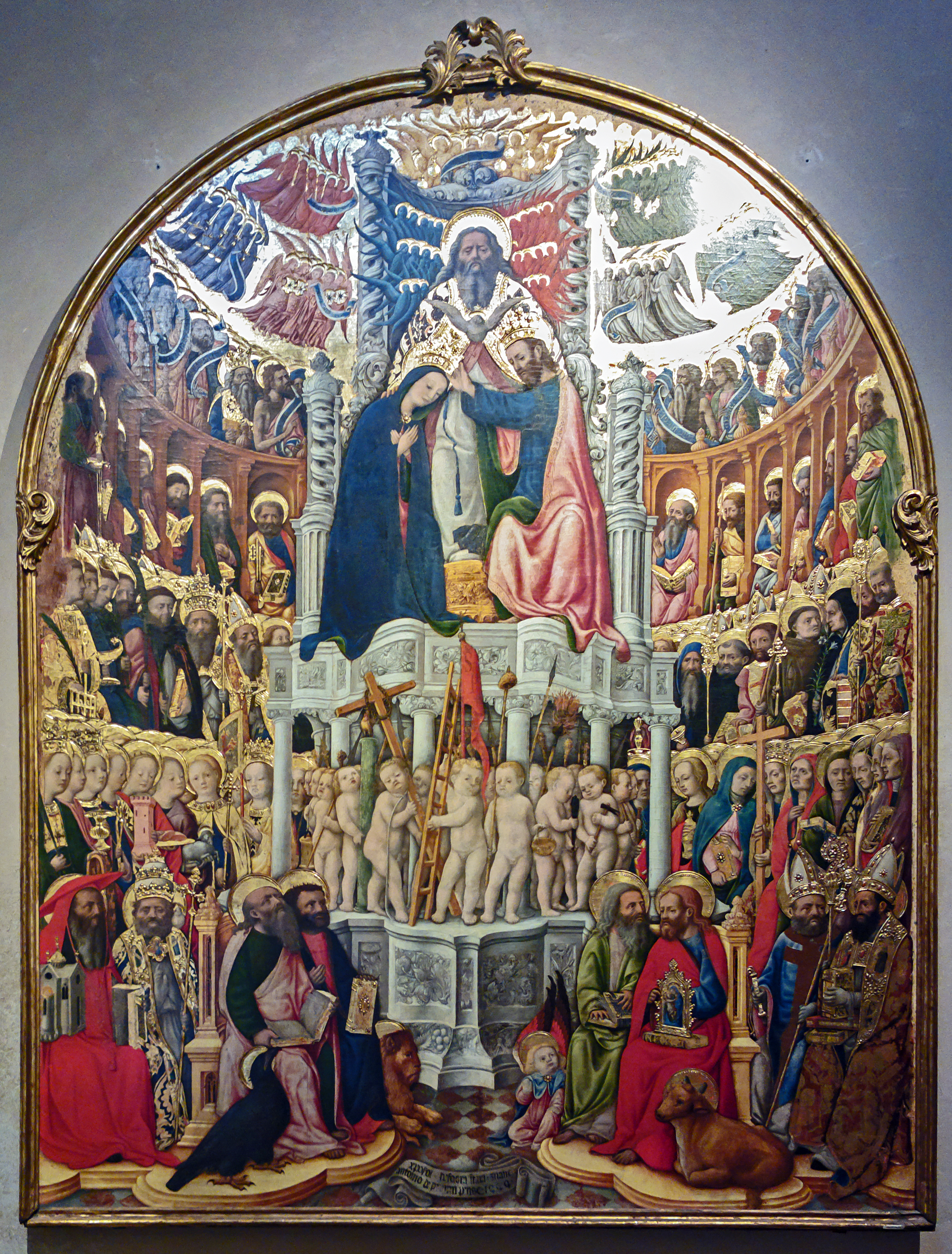
Antonio Vivarini i Giovanni d'Alemagna, Koronacja Najświętszej Maryi Panny
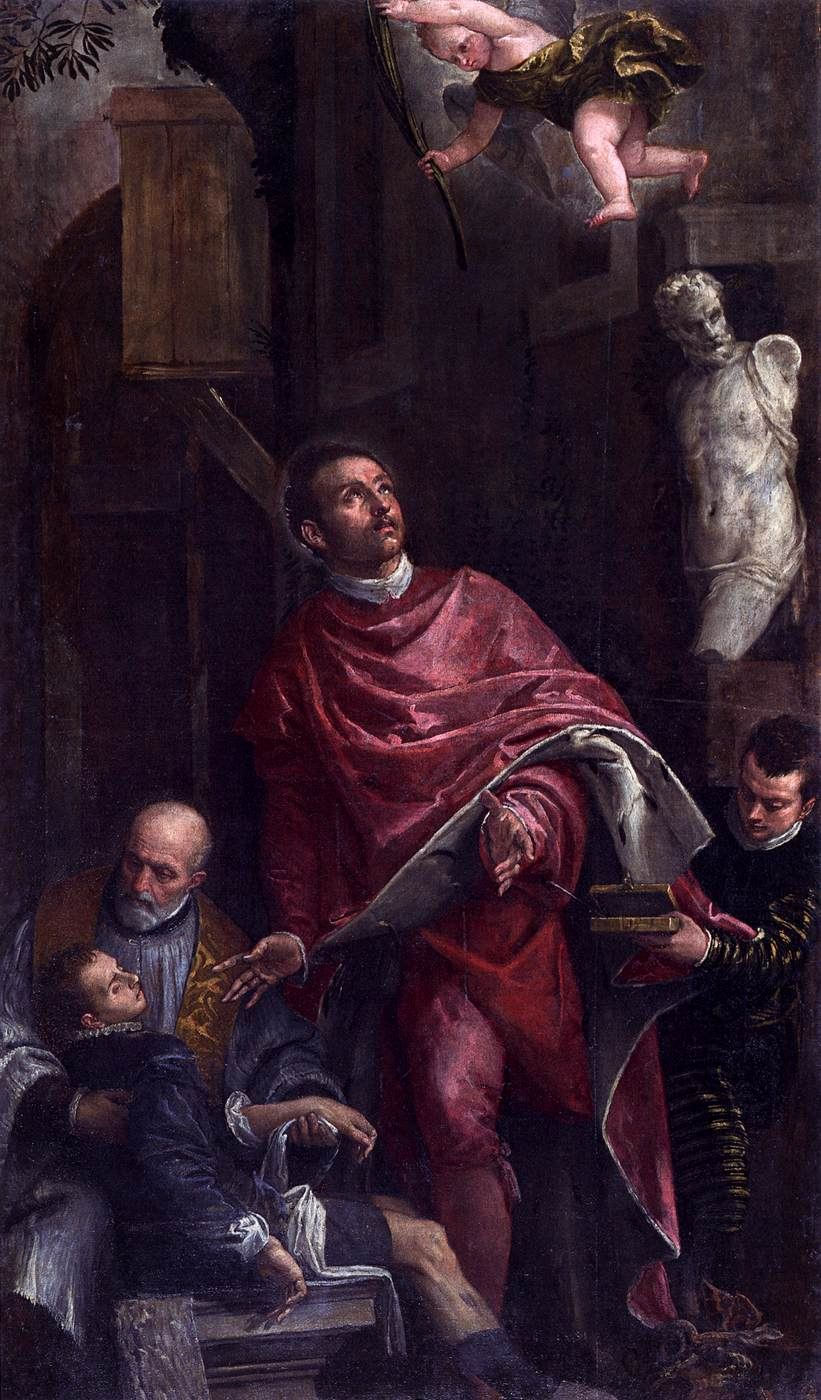
Paolo Veronese, Nawrócenie św. Pantaleona
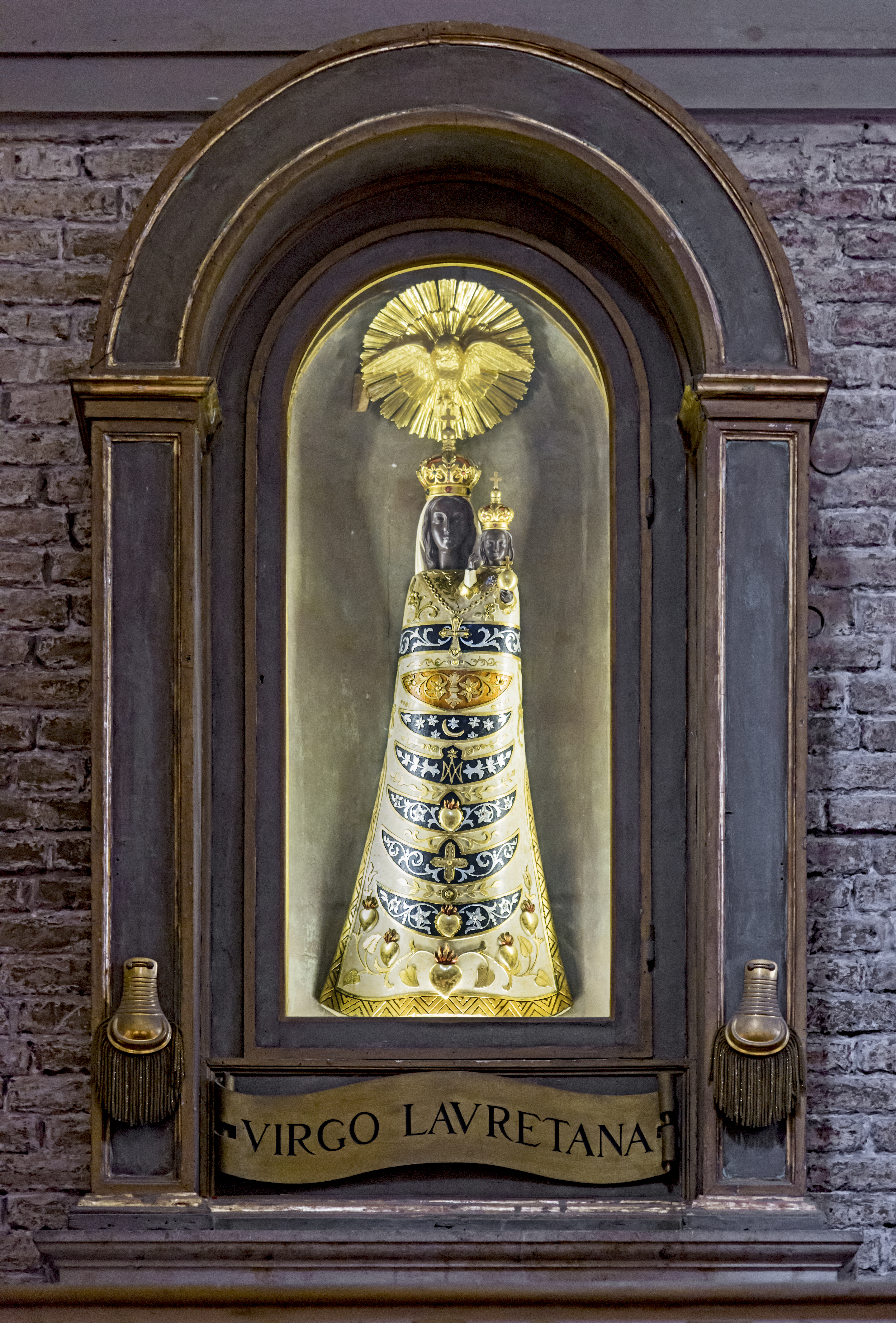
Matka Boża Loretańska
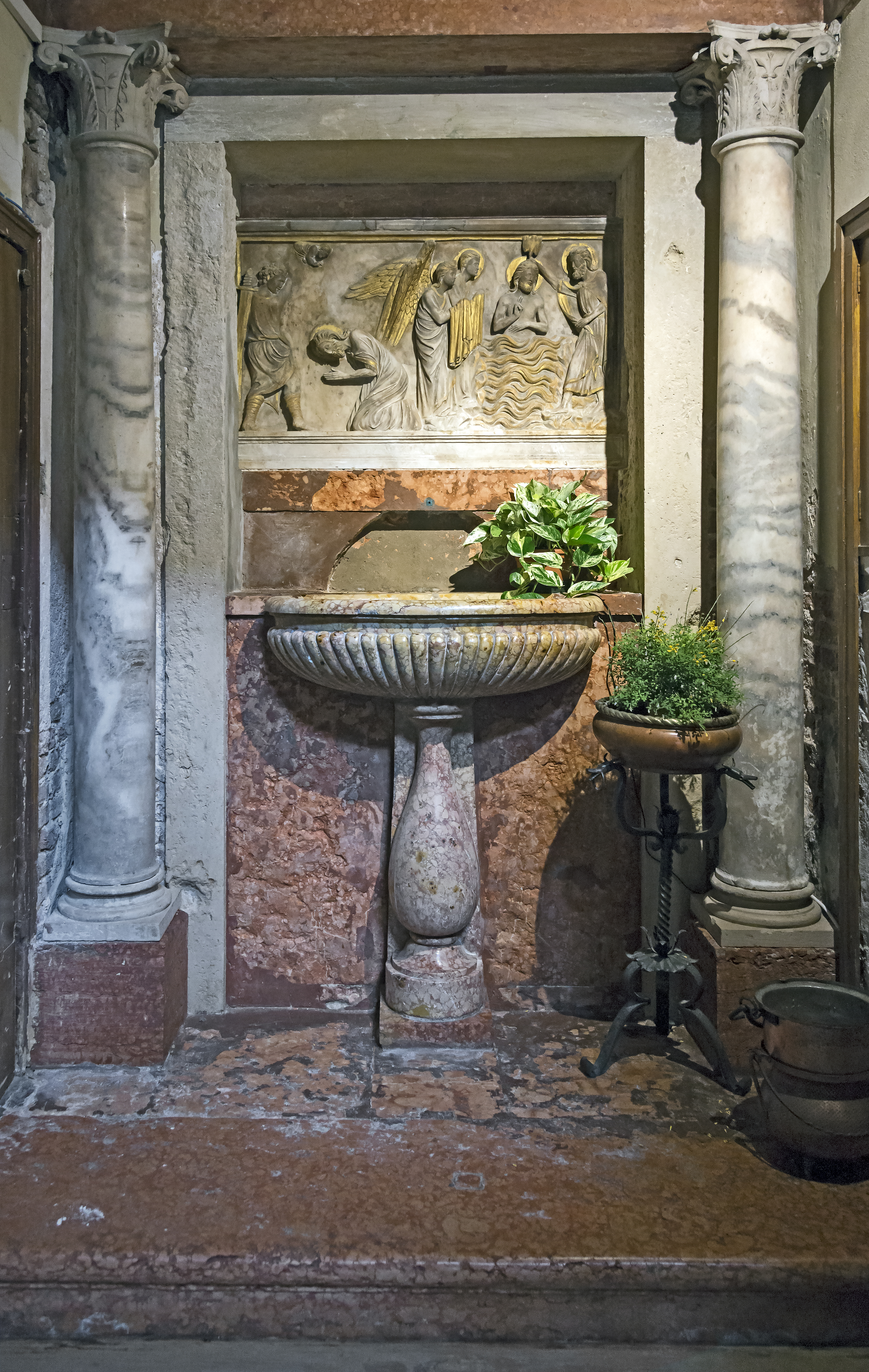
Chrzcielnica